# Blepharita lappona
Blepharita lappona là một loài bướm đêm trong họ Noctuidae.